# ديف ماسون (كاتب أغاني)
ديف ماسون (بالإنجليزية: Dave Mason)‏ هو كاتب أغاني أسترالي، ولد في 1954 في دوبو في أستراليا.